# Friendly Neighborhood Spider-Man
Friendly Neighborhood Spider-Man (укр. Доброзичливий сусід Людина-павук) — серія коміксів про супергероя Людину-павука, яка видавалася Marvel Comics з 2005 по 2007 рік. Всього було випущено 24 номери коміксу, більшість яких були написані Пітером Девідом.